# Eduarda Santos Lisboa
Pour les articles homonymes, voir Santos (homonymie) et Lisboa (homonymie).
Eduarda Santos Lisboa, dite Duda Lisboa, est une joueuse brésilienne de beach-volley née le 1er août 1998 à Aracaju, dans le Sergipe. Elle a remporté avec Ana Patrícia Ramos la médaille d'or du tournoi féminin aux Jeux olympiques d'été de 2024, organisés à Paris.

## Carrière sportive
En 2014, Duda Lisboa est déjà associée Ana Patrícia Ramos et remporte la médaille d'or aux Jeux Olympiques de la Jeunesse d'été de 2014 à Nankin après avoir battu les jumelles McNamara Nicole et Megan en finale. Aux côtés de Duda, Ana Patrícia est également devenue championne du monde U21 à Lucerne en 2016 et à Nankin en 2017.
Depuis 2022, Duda Lisboa joue à nouveau avec Ana Patrícia et en juin, elles remportent alors les Championnats du monde à Rome. Le duo s'installe dans le top 10 du circuit Elite16 du World Beach Pro Tour nouvellement créé avec des victoires à Gstaad et à Uberlândia. Elles prennent la deuxième place lors de la finale du World Pro Tour 2022 à Doha. Lors du World Beach Pro Tour 2023, Silva Ramos/Duda s'imposent notamment à Ostrava et Gstaad et après une cinquième place à Montréal, les Brésiliennes remportent les tournois de Hambourg et de Paris. En octobre, Duda Lisboa et Ana Patrícia atteignent de nouveau la finale lors des championnats du monde de Tlaxcala au Mexique mais perdent contre les Américaines Sara Hughes et Kelly Cheng deux sets à zéro. Elles remportent les Jeux panaméricains 2023 ainsi que le tournoi Elite16 à João Pessoa. Lors de la finale du World Pro Tour 2023 à Doha, Elles prennent la troisième place après une défaite en demi-finale contre le duo allemand Müller/Tillmann.
En mars 2024, Lisboa/Ramos finissent cinquièmes du tournoi Elite16 à Doha et leur classement mondial permet à la paire brésilienne de participer aux Jeux olympiques de Paris. Après des victoires sans perdre un seul set depuis les phases de groupes jusqu'en quarts de finale, les Brésiliennes s'imposent deux sets à un contre les Australiennes Clancy / Mariafe puis remportent le titre olympiques face aux Canadiennes Humana-Paredes / Wilkerson après trois sets.